# Simone Leigh
Simone Leigh (Chicago, 1967) es una artista estadounidense de Chicago que vive en Nueva York. Trabaja en varios medios que incluyen escultura, instalaciones, video, performances y práctica social. Leigh ha descrito su trabajo como autoetnográfico y sus intereses incluyen el arte africano y los objetos vernáculos, la actuación y el feminismo . En su trabajo se preocupa por la marginación de las mujeres negras y reformula su experiencia como central para la sociedad. Leigh ha dicho a menudo que su obra se centra en la "subjetividad femenina negra", con interés en las interacciones complejas entre varios hilos de la historia. En 2022 se convirtió en la primera mujer negra en representar a su país, Estados Unidos en los 127 años de historia de la Bienal de Arte de Venecia y fue galardonada con el León de Oro.

## Biografía
Simone Leigh nació en 1967 en Chicago, Illinois, hija de misioneros jamaicanos. Creció en el lado sur de Chicago en un vecindario altamente segregado. Al describir su infancia en una entrevista, Leigh declaró: "Todos eran negros, así que crecí sintiendo que mi negrura no predeterminaba nada sobre mí. Fue muy bueno para mi autoestima. Todavía me siento afortunada de haber crecido en ese crisol".

Leigh estudió en el Earlham College en Richmond, Indiana ; recibió una licenciatura en Arte con especialización en Filosofía en 1990.
"Llegué a mi práctica artística a través del estudio de la filosofía, los estudios culturales y un fuerte interés en el arte africano y afroamericano, lo que ha imbuido mi obra basada en objetos y actuaciones con una preocupación por lo etnográfico, especialmente la forma en que registra y describe objetos".
Después de graduarse, Leigh planeó convertirse en trabajadora social. Después de una pasantía en el Museo Nacional de Arte Africano y una temporada en un estudio cerca de Charlottesville, Virginia, decidió dedicarse al arte. En 2015 comentó: "Traté de no ser artista durante mucho tiempo, pero en cierto momento me di cuenta de que no iba a dejar de hacerlo".
Leigh combina su formación en cerámica americana con el interés por la cerámica africana, utilizando motivos africanos que suelen tener rasgos modernistas. Aunque se considera principalmente una escultora, recientemente se ha involucrado en la escultura social o trabajo de práctica social que involucra al público directamente. Sus objetos a menudo emplean materiales y formas tradicionalmente asociados con el arte africano, y sus instalaciones influenciadas por el rendimiento crean espacios donde se mezclan el precedente histórico y la autodeterminación . Ella describe esta combinación que representa "un colapso del tiempo". Su trabajo ha sido descrito como parte de la reinvención de la cerámica de una generación en un contexto interdisciplinario. Ha dado conferencias de artistas en muchas instituciones a nivel nacional e internacionalmente, y ha enseñado en el departamento de cerámica de la Escuela de Diseño de Rhode Island.

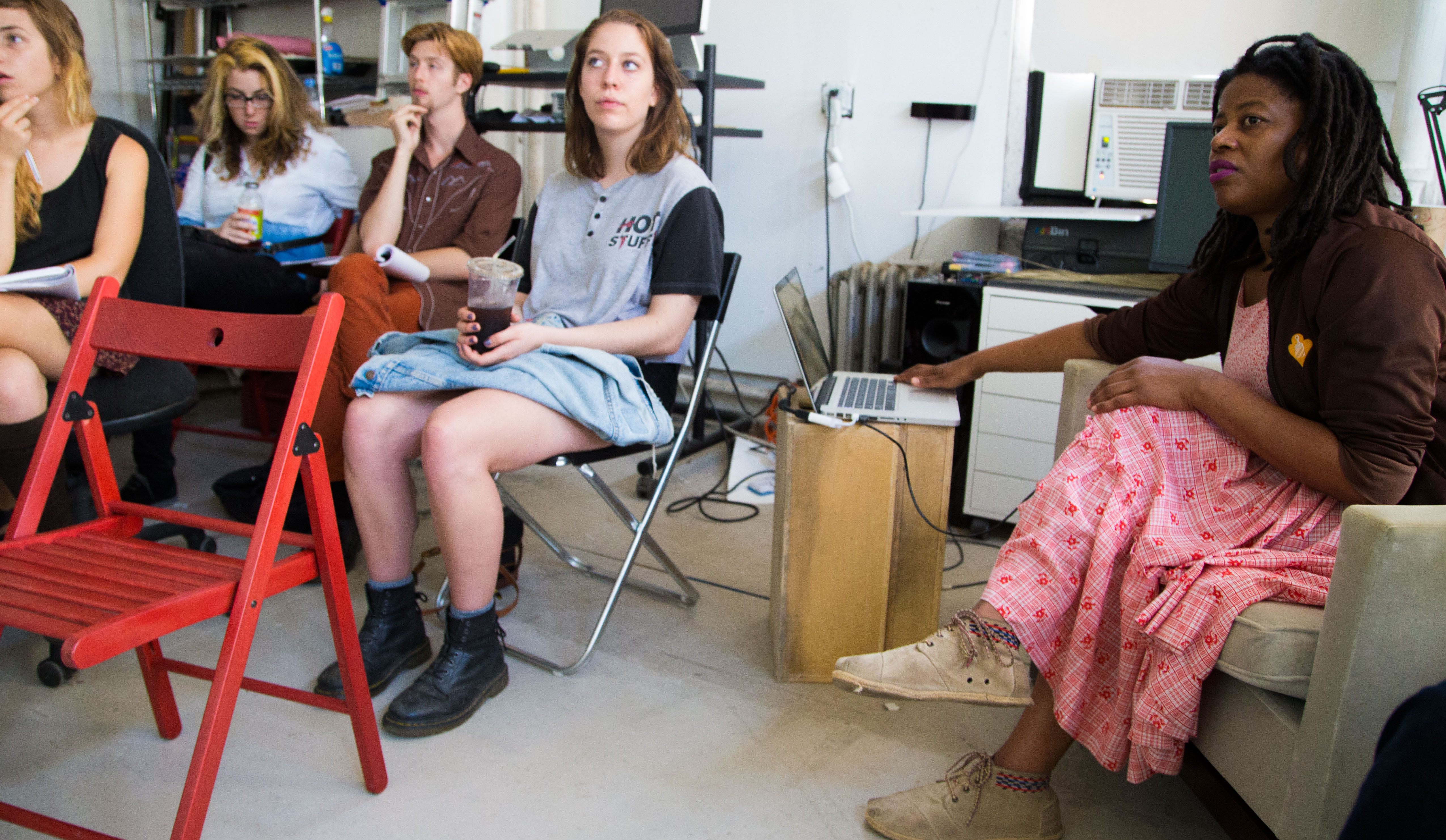
Leigh dando una conferencia en 2013

En octubre de 2020, Leigh fue seleccionada para representar a los Estados Unidos en la Bienal de Venecia de 2022. Fue la primera mujer negra en ser seleccionada en los 127 años de historia de la Bienal. Fue galardonada con un León de Oro por su obra Brick House en la exposición principal.

## Obras y recepción crítica

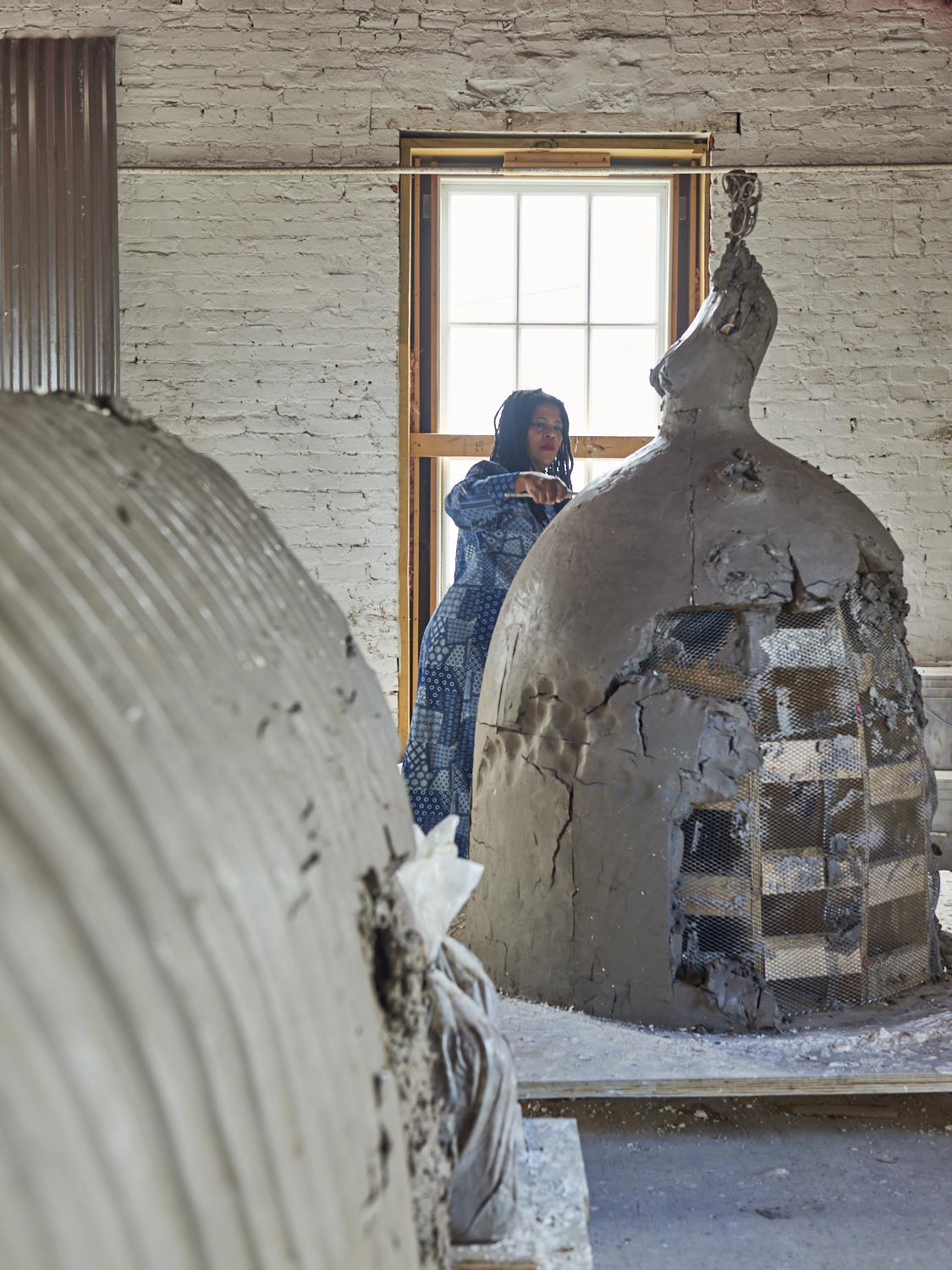
Leigh trabajando en su estudio.

Leigh ha expuesto internacionalmente: MoMA PS1, Walker Art Center, Studio Museum en Harlem, Yerba Buena Center for the Arts, The Hammer Museum, The Kitchen, The Bronx Museum of the Arts, Tilton Gallery, Contemporary Arts Museum Houston, SculptureCenter, Kunsthalle Wien en Viena, L'appartement 22 en Rabat, Marruecos, el Museo Andy Warhol en Pittsburgh y la Galería de la Asociación de Artes Visuales en Ciudad del Cabo, Sudáfrica. Leigh organizó un evento con un grupo de mujeres artistas, que actuaron en "Black Women Artists for Black Lives Matter", parte de su exposición individual, The Waiting Room at the New Museum en 2016. El trabajo de Leigh fue seleccionado entre "los trabajos más importantes y relevantes" por los curadores Jane Panetta y Rujeko Hockley para la Bienal de Whitney de 2019.
Durante su residencia en el New Museum, Leigh fundó una organización llamada Black Women Artists for Black Lives Matter (BWAforBLM), un colectivo formado en respuesta directa al asesinato de Philando Castille y en protesta contra otras injusticias similares contra las vidas de los negros.
Simone Leigh es la creadora de Free People's Medical Clinic, un proyecto de práctica social creado con Creative Time en 2014. Una recreación de la iniciativa del mismo nombre del Partido Pantera Negra. La instalación estaba ubicada en una casa de piedra rojiza Bed-Stuy de 1914 llamada Stuyvesant Mansion, que anteriormente era propiedad de la notable doctora afroamericana Josephine English (1920-2011). Como homenaje a esta historia, Leigh creó un centro de salud ambulatorio con sesiones de yoga, nutrición y masajes, atendido por voluntarios con uniformes de enfermera del siglo XIX.
Ha recibido numerosos premios y reconocimientos, entre ellos: una beca Guggenheim ; el León de Oro de la Bienal de Venecia de Venecia (2022); el Premio Herb Alpert; una subvención de Capital Creativo ; una beca Blade of Grass; el Studio Museum en Harlem's Joyce Alexander Wein Artist Prize; el Premio Hugo Boss del Museo Guggenheim ; beca de artistas de los Estados Unidos ; y un premio de la Fundación para las Becas de Arte Contemporáneo a Artistas (2018).
Fue nombrada una de las "Artistas más influyentes" de Artsy Editorial de 2018. Se ha escrito sobre su trabajo en diversas publicaciones, incluidas Art in America, Artforum, Sculpture Magazine, Modern Painters, The New Yorker, The New York Times, Small Axe y Bomb magazine.

### Brick House

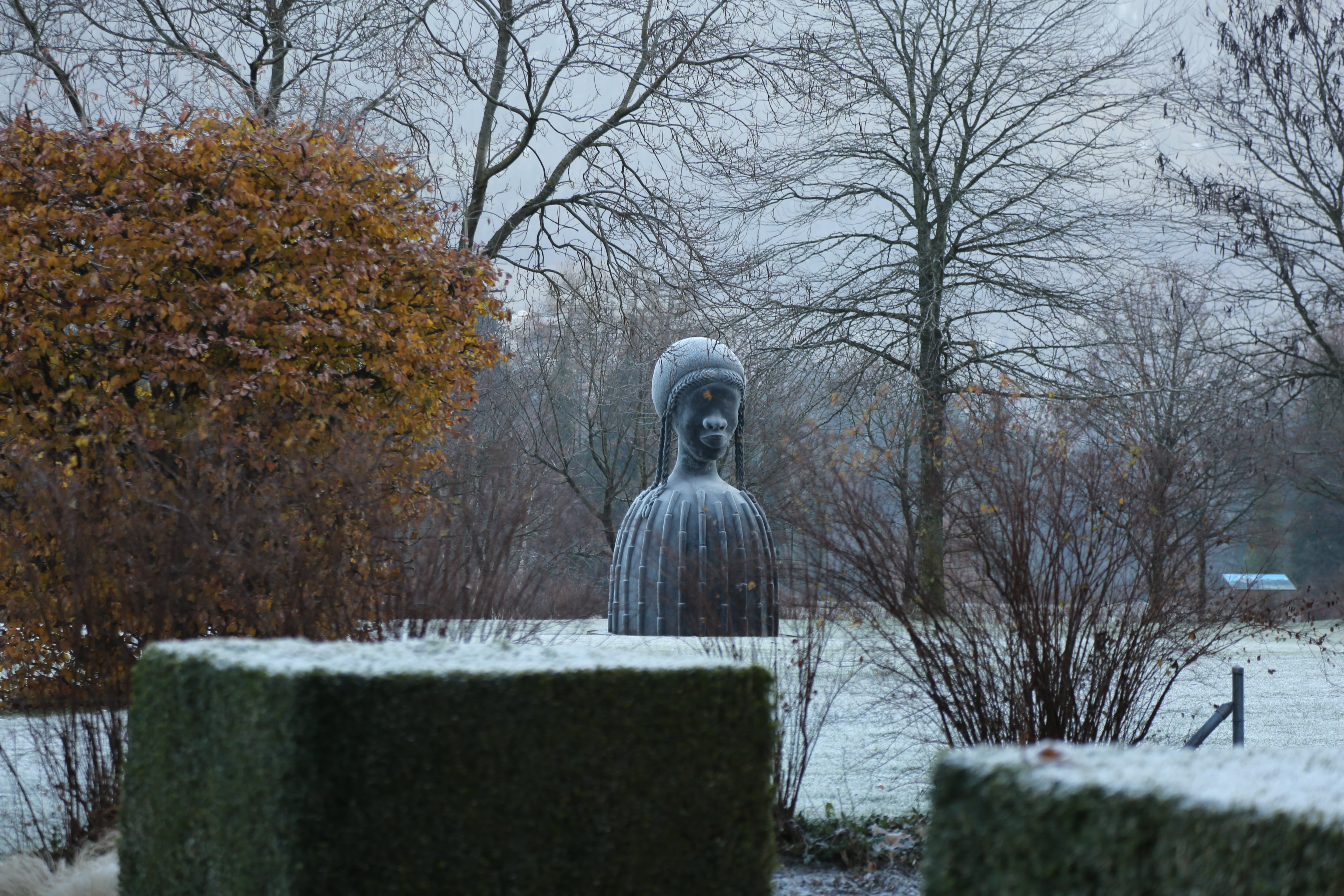
Brick House en Bad Ragaz en Suiza

El torso de la escultura Brick House combina las formas de una falda y una casa de arcilla, mientras que la cabeza de la escultura está coronada con un afro enmarcado por trenzas cornrow. Este busto de bronce de 5,900 libras es de una mujer negra con un torso de 16 pies de altura y 9 pies de diámetro en la base. Brick House es el encargo inaugural de High Line Plinth, un nuevo destino histórico para las principales obras de arte públicas en la ciudad de Nueva York, y forma parte de una serie de instalaciones de arte que rotarán cada dieciocho meses y el primer espacio en High Línea dedicada únicamente a nuevos encargos de arte contemporáneo. El contenido de la escultura de Leigh contrasta directamente con el lugar en el que se ubica en Nueva York, ya que está situada donde "torres de vidrio y acero se elevan entre edificios de ladrillo de la era industrial más antiguos, y donde las escalas arquitectónica y humana están en constante negociación". ." En 2020, se instaló de forma permanente otra Brick House original en otra ubicación urbana (aunque rodeada por un trozo de césped) en la puerta de entrada clave al campus de University City de la Universidad de Pensilvania (cerca de la esquina de 34th Street y Woodland Walk adyacente a Penn's School of Diseño). Brick House es la primera pieza de la colección Anatomy of Architecture de Leigh, un cuerpo de trabajo en curso donde la artista combina formas arquitectónicas de regiones tan variadas como África occidental y el sur de los Estados Unidos con el cuerpo humano. Brick House combina varios estilos arquitectónicos diferentes: "La arquitectura de Batammaliba de Benín y Togo, las viviendas teleuk del pueblo Mousgoum de Camerún y Chad, y el restaurante llamado Mammy's Cupboard ubicado en la autopista US 61 al sur de Natchez, Mississippi."

### The Waiting Room
The Waiting Room se exhibió en el New Museum de la ciudad de Nueva York de junio a septiembre de 2016. Esta exposición rinde homenaje a Esmin Elizabeth Green, quien murió a causa de coágulos de sangre después de estar sentada en una sala de espera de un hospital de Brooklyn durante 24 horas, y ofrece una visión alternativa de la atención médica moldeada por la experiencia femenina afroamericana. En una entrevista con The Guardian, Leigh dice que "la obediencia es una de las principales amenazas para la salud de las mujeres negras" y "lo que le pasó a Green es un ejemplo de la falta de empatía que tiene la gente hacia el dolor de las mujeres negras". La sala de espera involucró sesiones de atención pública y privada de diferentes tradiciones de la medicina, como herbolaria, salas de meditación, estudios de movimiento y otros enfoques holísticos de la atención médica. Fuera del horario del museo, esta exposición se convirtió en "La sala de espera subterránea" que brinda talleres privados gratuitos fuera del ojo público, un homenaje al trabajo de atención médica de las Panteras Negras y la Orden Unida de Tiendas. Además, esta exposición contó con conferencias; talleres de autodefensa, economía doméstica y autoconocimiento; Lecciones de percusión Taiko para jóvenes LGBTQ y pasantías de verano en el museo para adolescentes. Este trabajo vino después y está relacionado con el proyecto anterior de Leigh, Free People's Medical Clinic (2014).

## Reconocimientos
Leigh recibió el León de Oro de la Bienal de Venecia (2022); el premio de artista Joyce Alexander Wein del Studio Museum en Harlem (2017); Beca de la Fundación John Simon Guggenheim Memorial (2016); Premio Anónimo Era Mujer (2016); Premio Herb Alpert en las Artes (2016); y una beca de Blade of Grass para el arte socialmente comprometido (2016). Beca Guggenheim (2012), Premio Bienal de la Fundación Louis Comfort Tiffany, Creative Capital Grantee, Premio Micheal Richards del Consejo Cultural del Bajo Manhattan (2012), Beca de la Fundación Joan Mitchell, Artista en Residencia The Studio Museum en Harlem (2010–11), NYFA Beca, Art Matters Foundation Grant (2009), Foundation for Contemporary Arts Grants to Artists Award (2018), The Hugo Boss Prize (2018) (un premio de $ 100,000 otorgado por el Museo Guggenheim que se encuentra entre los premios de arte más importantes del mundo).

## Mercado del arte
Desde 2019 hasta 2021, Leigh estuvo representada por Hauser & Wirth. Anteriormente trabajó con Luhring Augustine Gallery (2016-2019) y David Kordansky Gallery (2019).

## Exposiciones
- 2001 – SMIRK, Women, Art and Humor, curated by Debra Wacks, Firehouse Gallery, Hempstead, New York[52]
- 2001 – Curated by Lea K. Green, Rush Arts Gallery, New York, New York[52]
- 2002 –  The Center for African American Art and NOEL Gallery, Charlotte, North Carolina[52]
- 2003 – The Nathan Cummings Foundation, New York, New York[52]
- 2003 – Skylight gallery, Bedford Styvesant Restoration Corporation, Brooklyn, New York[52]
- 2004 – Baltimore Clayworks, Baltimore, Maryland[52]
- 2004 – Steuben Gallery, Pratt Institute, Brooklyn, New York[52]
- 2004 – Art Downtown: Connecting Collections, for the Deutsche Bank, New York, New York[52]
- 2005 – Watershed Kiln Gods, Gallery 1448, Baltimore, Maryland[52]
- 2005 – Momenta Art Gallery, Brooklyn, New York (solo)[52]
- 2005 – James E Lewis Museum of Art, Morgan State University, Baltimore, Maryland[52]
- 2005 – The Cathedral of St. John the Divine and LeRoy Neiman Gallery, curated by Bruce W. Ferguson and Milena Honigsberg, Columbia University, New York, New York[52]
- 2005 – Remnants and Relics: Reinterpretations in African American Art, curated by Heng-Gil Han, Jamaica Center for Arts and Learning, Queens, New York[52]
- 2005 – From the Studio: Wish You Were Here..., curated by Franklin Sirmans, Co-dependent: Artists, Artist/Curators, & Curators Select Artists @ The Living Room, Miami, Florida[52]
- 2006 – Figures of Thinking: Convergences in Contemporary Cultures, curated by Vicky Clark and Sandhini Poddar, various venues including The Chicago Cultural Center, Chicago, Illinois, Richard E. Peeler Art Center, Universidad DePauw, Greencastle, Indiana Western Gallery, Western Washington University, Bellingham, Washington, The Mc Dounough Museum of Art, Youngstown, Ohio, Tufts University Gallery, Medford, Massachusetts and the Joel and Lila Harnett Museum of Art, University of Richmond, Richmond, Virginia, (with catalog)[52]
- 2006 –  Brooklyn Divas, Corridor Gallery, Brooklyn, New York[52]
- 2006 – AIR exhibition, Henry Street Settlement, Abrons Art Center, New York, New York[52]
- 2006 – Wild Girls, curated by Jodi Hanel, Sarah Ryhanen, and Juana Gallo, EXIT ART, New York, New York[52]
- 2007 – Defensive Mechanisms (part of INTERSECTIONS) Henry Street Settlement, curated by Martin Dust, Abrons Art Center, New York, New York[52]
- 2007 – Visual Jury, Fine Art Work Center, Provincetown, Massachusetts[52]
- 2007 – Done by the Forces of Nature, curated by Roberto Visani, City of College of New York, New York, New York[52]
- 2007 – Red Badge of Courage, curated by Omar Lopez-Chahoud, Newark Council for the Arts, Newark, New York[52]
- 2007 – Material Culture, curated by Juanita Lonzos, Longwood Art Gallery @ Hostos, Bronx, New York[52]
- 2008 – Scratching The Surface, curated by Gabi Ngcobo, AVA Gallery, Cape Town, South Africa[52]
- 2008 – Rush Arts Gallery Project Space, New York, New York (solo)[52]
- 2008 – B-Sides, curated by Edwin Ramoran, ALIJIRA, Newark, New Jersey[52]
- 2008 – Intransit, curated by Omar Chadoud-Lopez, Moti Hasson Gallery, New York, New York[52]
- 2008 – The Future As Disruption, curated by Rashida Bumbray and Matthew Lyons, The Kitchen, New York, New York[52]
- 2008 – Ethnographies of the Future, curated by Sara Reisman, Rotunda Gallery, Brooklyn, New York[52]
- 2009 – G Fine Art Project Room, Washington D. C. (solo)[52]
- 2009 – In Practice, Sculpture Center, Queens, New York (solo)[52]
- 2009 – Pulse, curated by Fernando Salicrup and Christine Licata, Taller Boricua, New York[52]
- 2009 – AIM 29, Bronx Museum, curated by Micaela Giovannotti, Bronx, New York[52]
- 2009 – The Pleasure of Hating, curated by David Hunt, Lisa Cooley Fine Art, New York, New York[52]
- 2009 – Rockstone and Bootheel: Contemporary West Indian Art, curated by Kristina Newman-Scott and Yona Backer, Real Art Ways, Hartford, Connecticut[52]
- 2009 – 30 seconds off an inch, curated by Naomi Beckwith, The Studio Museum in Harlem, New York, New York[52]
- 2009 – HERD THINNER, Curated by David Hunt, Charest-Weinberg Gallery, Miami, Florida[52]
- 2016 – Hammer Projects: Simone Leigh, Hammer Museum, Los Ángeles, California[53]
- 2016 – Psychic Friends Network, Tate Modern, London, United Kingdom[54]
- 2016 – The Waiting Room, the New Museum, New York, New York[55]
- 2018 – Simone Leigh, Luhring Augustine Gallery, New York, New York[56]
- 2019 – Loophole of Retreat, Solomon R. Guggenheim Museum, New York[57]
- 2020 – Simone Leigh, David Kordansky Gallery, Los Ángeles, California[58]